# Grażyna Lange
Grażyna (Grażka) Lange (ur. 26 kwietnia 1961 w Warszawie) – polska graficzka, ilustratorka książek dla dzieci. 

## Życiorys
W 1988 ukończyła studia na Wydziale Grafiki Akademii Sztuk Pięknych w Warszawie, w pracowni Janusza Stannego. Na macierzystej uczelni prowadziła razem z Maciejem Buszewiczem Pracownię Projektowania Książki, następnie samodzielnie Pracownię Ilustracji. W 1995 uzyskała stopień doktora, w 2008 stopień doktora habilitowanego, w 2021 tytuł profesora.

## Twórczość
- ponad 100 książek z ilustracjami jej autorstwa[5],
- jurorka wielu konkursów edytorskich,
- kolekcjonerka książek dla dzieci z lat 60. i 70.[6]

## Ilustrowane prace
Ilustracje jej autorstwa znajdują się m.in. w następujących publikacjach:
- Brykczyński, M., Jak się nie bać ortografii? Kto próbuje – ten potrafi!, Wydawnictwo Szkolne PWN, Warszawa 2000.
- Herbert, Z., Bajki, Muzeum Literatury, Warszawa 2007.
- Brzechwa, J., Wiersze dla dzieci, Jan Brzechwa Wytwórnia, Warszawa 2010.
- Lange G., Warszawa, Tako, Warszawa 2015.
- Tuwim, J., Rany Julek!, Wydawnictwo BUKA, Warszawa 2018.
- Hanulak M., Grażka Lange, Książka dla psa, Dwie Siostry, Warszawa 2021.

## Nagrody
Grażka Lange otrzymała następujące nagrody:
- Nagroda Główna w Konkursie PTWK na Najpiękniejszą Książkę Roku w 1995 r.
- Nagroda Książka Roku Polskiej Sekcji IBBY w 2004 r.[7]
- Nagroda Honorowa PTWK za wybitne osiągnięcia w dziedzinie sztuki książki w 2008 r.
- Nagroda na Seoul International Book Arts Fair, Seul, Korea w 2009 r.
- Medal Zasłużony Kulturze Gloria Artis w 2010 r. (Brązowy)[9]
- Nagroda Główna w konkursie Komitetu Ochrony Praw Dziecka w 2014 r.
- Nagroda graficzna w konkursie Książka Roku Polskiej Sekcji IBBY w 2018 r.